# Kościół Trójcy Świętej w Słupi
Kościół Trójcy Świętej – rzymskokatolicki kościół parafialny należący do dekanatu sędziszowskiego diecezji kieleckiej.
Obecna murowana świątynia została ufundowana przez Antoniego Michałowskiego, podkomorzego krakowskiego. Prace budowlane trwały w latach 1778-1807. Budowla została uposażona dzięki hojności wdowy po fundatorze, następnie została ograbiona i spustoszony w 1794 roku, po bitwie pod Szczekocinami. Świątynia była odbudowywana do 1807 roku i została konsekrowana w dniu 20 sierpnia 1884 roku przez biskupa Tomasza Tefila Kulińskiego.
Murowana świątynia składa się z dwuprzęsłowej nawy i węższego, jednoprzęsłowego prezbiterium, zakończonego półkoliście. W ołtarzu głównym, stiukowym znajduje się przedstawienie Trójcy Przenajświętszej. Obok ołtarza w niszach znajdują się liczne figury. Cztery ołtarze boczne znajdują się we wnękach nad murowanymi mensami i mają formę stiukowych ram. Świątynia jest otoczona dookoła przez gzymsy.
Znajdująca się w nawie, niska owalna ambona, ozdobiona gipsaturą, Ma kształt rufy okrętu rzymskiego. Równolegle do ambony jest umieszczona chrzcielnica, a jej trzon owija wąż z jabłkiem. Interesujące są kapitele pilastrów, przedstawiające m.in. baranka, synogarlice, kosze róż, lilii, winogrona, owoce. Na pilastrach znajdują się owalne obrazki z apostołami. Ornamentyka gipsatury w świątyni posiada znaczenie ozdobne i symboliczne. We wnętrzu znajdują się pamiątkowe płyty nagrobne z przełomu XVIII i XIX wieku. Fronton budowli jest ozdobiony przez cztery pilastry, a rzeźba z niszy nad drzwiami przedstawia świętego Michała Archanioła zwyciężającego ducha ciemności.